# المركز الوطني للطب وجراحة القلب
المركز الوطني لطبّ وجراحة القلب؛ افتتح عام2015،بالمستشفى السلطاني بمحافظة مسقط، بسلطنة عمان وهو مركز متخصص بتقديم الخدمات الطبية والجراحية لمرضى القلب والشرايين، ومزود بأحدث الأجهزة والتقنيات في مجال طب وجراحة القلب.

## الرؤية
أن يكون مركز متميزاً لتقديم أرقى الخدمات الطبية والجراحية المقدمة لمرضى القلب 

## العيادات والأقسام
يضم المركز عدة عيادات وأقسام متخصصة وهي
- عيادة الطبيب الزائر في المناطق
- قسم أمراض القلب للكبار وللأطفال
- قسم تخدير القلب
- قسم جراحة القلب والصدر
- وحدة التروية القلبية
- وحدة ما بعد جراحة القلب
- قسم قسطرة القلب
- عيادات تصوير قلب ثلاثي الأبعاد باستخدام الصدى
- العيادات الافتراضية
- قسم التطوير المهني المستمر[2]

## انجازات المركز
لا يقتصر عمل المركز فقط على تقديم الرعاية الصحية والعلاج، وإنما حقق عدة انجازات علمية على الصعيد المحلي والدولي، إذ نجح المركز بإجراء عملية إغلاق فتحة القلب المستعصية وهي الأولى من نوعها في الشرق الأوسط، كما حصل المركز على الجائزة الذهبية لأفضل مشروع على مستوى مستشفيات العالم، في اجتماع الإتحاد العالمي للمستشفيات عام 2019.